# Koronás paradicsommadár
A koronás paradicsommadár (Parotia sefilata) a madarak (Aves) osztályának a verébalakúak (Passeriformes) rendjébe, ezen belül a paradicsommadár-félék (Paradiasaeidae) családjába tartozó faj.

## Előfordulása
Indonéziához tartozó Új-Guinea szigetének nyugati részén honos.

## Megjelenése
Testhossza 33 cm. A hímnek koronaszerű  tollai vannak a fején, ahonnan kapta a faj a nevét.

## Szaporodása
Dürgéskor a hím balerinaszerű táncot rop.